# Agrostis limprichtii
Agrostis limprichtii é uma espécie de gramínea do gênero Agrostis, pertencente à família Poaceae.